# Heriberto
Heriberto ist ein männlicher Vorname.

## Herkunft und Bedeutung
Heriberto ist eine portugiesische und spanische Form von Herbert.

## Namensträger
- Heriberto Acosta (* 1974), bolivianischer Straßenradrennfahrer
- Heriberto Correa Yepes (1916–2010), kolumbianischer Apostolischer Vikar
- Heriberto Hermes (1933–2018), US-amerikanischer Bischof
- Heriberto Herrera (1926–1996), paraguayischer Fußballspieler
- Heriberto Lazcano (1974–2012), mutmaßlicher mexikanischer Drogenhändler
- Heriberto Seda (* 1967), US-amerikanischer Serienmörder